# Sh2-261
Sh2-261, également parfois connue sous le nom de Nébuleuse de Lower, est une nébuleuse en émission visible dans la constellation d'Orion.
Elle est située dans la partie la plus septentrionale de la constellation, à environ 6 ° à l'ouest d'Alhena (γ Geminorum). Elle est facilement visible sur les photos à longue exposition prises même avec des outils amateurs de puissance moyenne. Elle se trouve dans le sillage lumineux de la Voie lactée, en opposition au centre galactique, et est entourée de riches champs d'étoiles en arrière-plan. La meilleure période pour son observation dans le ciel du soir se situe entre janvier et mai, et bien qu'elle soit située dans l'hémisphère céleste nord, elle peut être observée depuis toutes les zones peuplées de la Terre.
Il s'agit d'une région H II située sur le bord extérieur du bras d'Orion, à la limite de la région galactique entre celui-ci et le bras de Persée. Elle est située sur la ligne de mire de la partie la plus méridionale de l'association Gemini OB1. L'une des étoiles responsables de l'ionisation des gaz dans la région serait l'étoile bleue HD 41997, une étoile fugitive de classe spectrale O7,5V. À cela s'ajoutent d'autres étoiles, dont l'étoile bleue BD+15°1079, de classe B0. Cette étoile a parfois été indiquée de classe O7, déplaçant ainsi la distance de la nébuleuse jusqu'à 2 000 pc en raison de l'augmentation de l'écart entre la magnitude absolue, évidemment plus brillante dans une étoile de classe O, et la magnitude apparente. Grâce à l'analyse des autres étoiles ionisantes, une distance d'environ 1 000 pc (∼3 260 al) a été calculée, ce qui semble plus fiable, compte tenu également de la détermination de l'étoile BD+15°1079 comme appartenant à la classe B0.